# 纽约医学院

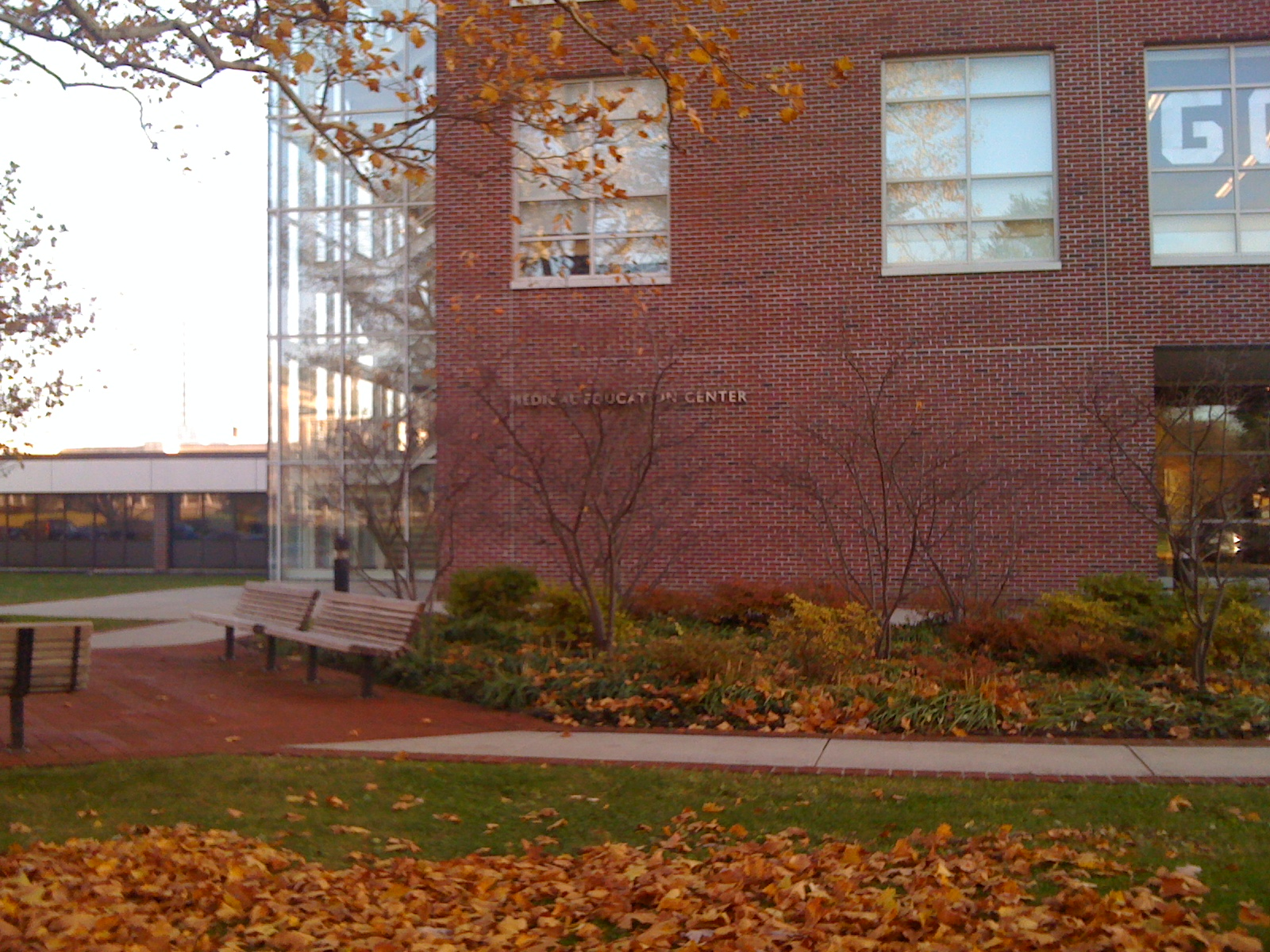
纽约医学院的图片

纽约医学院（New York Medical College）是一所位于纽约州瓦尔哈拉的私立医科大学，创校于1860年。该校下附28家医院，遍及纽约州及纽约市，2011年该校加入了杜鲁学院系统。在《美国新闻与世界报道》里该校属于治疗和研究最佳医学院里都没有发布排名的层次。